# Анич, Игор (гандболист)
Игор Анич (хорв. Igor Anić; род. 12 июня 1987, Мостар) — французский гандболист, линейный. Чемпион мира (2015) и Европы (2014) в составе сборной Франции.

## Биография

### Клубная карьера
Имеет хорватское происхождение (сын югославского гандболиста Желько Анича), с ранних лет жил во Франции и занимался там гандболом. Воспитанник школы клуба «Монпелье», в составе которого играл до 2007 года и выиграл чемпионат и Кубок Франции в 2006 году. В 2007 году по совету Пера Томаса Линдерса перебрался в «Киль». Летом 2010 года бесплатно перешёл в «Гуммерсбах», команду-конкурент «Киля», в 2012 году вернулся во Францию и попал в состав клуба «Сессон-Ренн Метрополь». Летом 2014 года совершил фактический переход в «Нант». После сезона 2015/16 Игор Анич перешёл в французский клуб Саран Гандбол.
С 2017 по 2019 годы был игроком словенского клуба «ГК Целе».

### Карьера в сборной
Дебютировал в сборной Франции 21 июня 2009 в матче против Латвии, всего сыграл 39 игр и забил 36 голов. В 2014 году выиграл чемпионат Европы со своей сборной.

### Личная жизнь
Игор увлекается искусством, иногда рисует карикатуры на своих друзей по клубу и сборной.

## Статистика[7]
Статистика Игора Анича в сезоне 2016/17 указана на 20.02.2017
| Сезон                     | Клуб           | Лига           | Матчи | Голы | 7-метр | Голы |
| ------------------------- | -------------- | -------------- | ----- | ---- | ------ | ---- |
| 2005/06                   | Монпелье       | LNH Division 1 | 6     | 4    | 0      | 4    |
| 2006/07                   | Монпелье       | LNH Division 1 | 10    | 1    | 1      | 0    |
| 2007/08                   | Киль           | Бундеслига     | 34    | 27   | 0      | 27   |
| 2008/09                   | Киль           | Бундеслига     | 34    | 76   | 1      | 75   |
| 2009/10                   | Киль           | Бундеслига     | 34    | 46   | 1      | 45   |
| 2010/11                   | Гуммерсбах     | Бундеслига     | 33    | 69   | 0      | 69   |
| 2011/12                   | Гуммерсбах     | Бундеслига     | 33    | 70   | 0      | 70   |
| 2012/13                   | Сессон Ренн    | LNH Division 1 | 25    | 47   | 0      | 47   |
| 2013/14                   | Сессон Ренн    | LNH Division 1 | 26    | 91   | 0      | 91   |
| 2014/15                   | ГК Нант        | LNH Division 1 | 26    | 53   | 0      | 53   |
| 2015/16                   | ГК Нант        | LNH Division 1 | 4     | 5    | 0      | 5    |
| 2015/16                   | Киль           | Бундеслига     | 23    | 27   | 0      | 27   |
| 2016/17                   | Saran Handball | LNH Division 1 | 15    | 62   | 0      | 62   |
| 2007 — 2012, 2015-по н.в. | Итого          | Бундеслига     | 191   | 315  | 2      | 313  |
| 2005 — 2007, 2012-2015    | Итого          | LNH Division 1 | 112   | 263  | 1      | 262  |